# Хектор Гетинк
Хектор "Тортен" Гетинк (Бриж, 5. март 1886 — Ноке-Хајст, 26. јун 1943) био је белгијски фудбалер и тренер. Тренирао је белгијску фудбалску репрезентацију на Светском првенству 1930. и 1934. године, а такође је тренирао Клуб Бриж. Током играчких дана одиграо је 17 утакмица за Белгију, а такође је играо за Клуб Бриж. 
Рођен је у Брижу, а умро у Ноке-Хајсту.